# Papalagi
Papalagi è un termine che indica l'uomo bianco nella lingua samoana.
Il vocabolo ha assunto particolare rilievo a partire dal 1920, in seguito alla pubblicazione in Germania di un libro con questo titolo contenente i discorsi che un saggio capo polinesiano, Tuiavii di Tiavea, tenne al suo popolo dopo essere tornato da un viaggio nel vecchio continente. Ampiamente diffuso nel contesto delle culture alternative degli anni '70 e '80, il libro tende ad essere visto al presente come una contraffazione letteraria (una variazione sul tema del "buon selvaggio") ad opera del presunto traduttore Erich Scheurmann, ma viene comunque citato spesso a proposito del tema della "relatività culturale" e per il fenomeno dello "spaesamento".
Secondo la versione di Scheurmann, Tuiavii, venendo a contatto con gli usi e costumi dei papalagi, se ne allontanò subito sbigottito, se non raccapricciato, e una volta rientrato in patria volle mettere in guardia il suo popolo dal fascino perverso dell'Occidente. Nel testo è specificato che Tuiavii non aveva mai avuto intenzione di pubblicare le sue parole né era a conoscenza della loro pubblicazione.
Alcuni argomenti trattati nel libello e motivo di ammonimento sono:
- Del papalagi e del suo ricoprirsi la carne, dei suoi molti panni e stuoie
- Dei cassoni di pietra, delle fessure di pietra, delle isole di pietra e di quello che vi sta nel mezzo
- Del metallo rotondo e della carta pesante
- Le molte cose impoveriscono il papalagi
- Il papalagi non ha tempo
- Il papalagi ha impoverito Dio
- Il Grande Spirito è più potente delle macchine
- Del lavoro del papalagi e del modo in cui vi si smarrisce
- Dei luoghi della finta vita e delle molte carte
- La grave malattia del pensare
- I Papalagi vogliono trascinarci nella loro oscurità

## Lo spaesamento nella storia e nella letteratura
Stampa Alternativa nel 1992 pubblica per la prima volta in Italia Papalagi. Discorsi del capo Tuiavii di Tiavea delle Isole Samoa, omettendo l'ultimo capitolo anticlericale, con una breve presentazione di Erich Scheurmann, siglata Horn in Baden, 1920. In quarta di copertina si legge che l'«artista tedesco, amico di Hermann Hesse fuggito nei mari del Sud per evitare la Grande Guerra, raccolse questo tesoro di saggezza e lo pubblicò. Papalagi è un trattato etnologico sulla tribù dei bianchi, esilarante e atroce».
La relatività culturale e lo spaesamento sono stati trattati dal punto di vista letterario e storico.
Achille Campanile nel racconto La scoperta dell'Europa mette in scena Mir, un giovane scienziato Inca che, salpando verso l'ignoto, si ritrova «in una cameretta di pescatori fra uomini e donne che lo spiavano ansiosi, discorrendo tra loro in uno strano linguaggio incomprensibile». Stufo, seccato, studiato, limitato della propria libertà, chiede udienza al re al quale fa richiesta di tre caravelle per poter raggiungere un continente sconosciuto al di là dell'Oceano di cui era certo. Il re, benché titubante, accoglie l'istanza e, mentre esce, gli chiede il nome. «Cristoforo Colombo» risponde l'Inca.
Nel 1971 esce il libro di Nathan Wachtel La visione dei vinti. Gli indios del Perù  di fronte alla conquista spagnola dove, attraverso diverse discipline quali l'archeologia, l'etnologia, la demografia e la linguistica, per la prima volta viene presentato in modo organico il trauma dell' «intrusione degli europei in una società isolata per secoli (...) che spezza il normale corso delle cose».